# Johann Friedrich Reichardt
Johann Friedrich Reichardt (Königsberg, 1752. november 25. – Giebichenstein, Halle an der Saale mellett, 1814. június 27.) német zeneszerző.

## Életútja
Bölcsész tanulmányai után 1771–74-ben beutazta Németországot, majd Nagy Frigyes udvari karnaggyá nevezte ki. Olaszországot, Londont és Párizst is bejárta, s nagy sikert aratott mindenütt. Hazatérése után II. Frigyes Vilmos karnagya lett. Szabad gondolkodása miatt bevádolták, ezért 1791-ben hosszú szabadságra ment. 1794-ben egy röpirata miatt véglegesen elbocsátották az udvarból. III. Frigyes Vilmos ismét Berlinbe hívta 1797-ben, a francia megszállás alatt Jérôme Bonaparte arra kényszerítette, hogy Kasselben karnagyként működjön. Számos olasz, német, és egy francia dalművet írt; passio-oratóriuma, kantátái, sok dala (csak Goethe's lyrische Gedichte cím alatt mintegy 60 dal), a lipcsei csata emlékére harci szimfónia (és 6 más szimfónia), 17 hangverseny darab zongorára stb. Elismert zenei író és szerkesztő volt.
Munkássága: Musikalisches Kunstmagazin (2 kötet); Mus. Wochenblatt (1792); Mus. Monatsschrift (1792); Berlinische Mus. Zeit (1805-1806); Mus. Almanach (1796); Über die deutsche komische Oper (1774); Händel's Jugend (1775); An das mus. Publikum, seine Opern «Tamerlan» u. «Panthée» betreffend (1787); Briefe enes aufmerksamen Reissenden... (1774-76); Vertraute Briefe aus Paris (1802-1803, 3 rész); Leben des berühmten tonkönstlers H. W. Gulden (Enrico Guilielmo Florino, 1779) stb. Életrajzának 1. kötete jelent meg Schlettertől.